# Валя-Урсоїй
Валя-Урсоїй (рум. Valea Ursoii) — село у повіті Прахова в Румунії. Входить до складу комуни Валя-Келугеряске.
Село розташоване на відстані 58 км на північ від Бухареста, 11 км на схід від Плоєшті, 89 км на південний схід від Брашова.

## Населення
За даними перепису населення 2002 року у селі проживали 408 осіб, з них 405 осіб (99,3%) румунів. Рідною мовою 405 осіб (99,3%) назвали румунську.